# 艾因布西夫區
35°53′28″N 3°09′31″E / 35.89123°N 3.1585°E
艾因布西夫區（阿拉伯语：‎），是阿爾及利亞的行政區，位於該國北部，由麥迪亞省負責管轄，首府設於艾因布西夫，面積835平方公里，2008年人口48,927人，人口密度每平方公里59人。